# Molochansk
Molochansk (em ucraniano:  Молочанськ; em russo:  Молочанск) é uma cidade da Ucrânia, situada no Oblast de Zaporíjia. Tem 8,5 km² de área e sua população em 2020 foi estimada em 6.327 habitantes.